# Pius Urech
Pius Urech (* im 20. Jahrhundert) ist ein Schweizer Pianist, Musikpädagoge und -verleger.

## Leben
Urech erwarb am Konservatorium Luzern im Hauptfach Klavier das Lehrdiplom und darauf in der Konzertklasse von Hubert Harry das Konzertdiplom. Er vervollkommnete seine Ausbildung in Meisterkursen von Tibor Hazay, Gérard Wyss, Alfons Kontarsky und Bruno Canino. Er unterrichtet Klavier an der Kantonsschule Solothurn.
Neben seiner Lehrtätigkeit tritt Urech vor allem als Klavierbegleiter und Kammermusiker auf. Von 1987 bis 1999 bildete er mit Alice Haug das Luzerner Klavierduo. Seitdem arbeitet er im Duo mit der Pianistin Dominique Derron, mit der er u. a. bei der Schubertiade von Radio Suisse Romande,bei der Expo.02 in Yverdon-les-Bains und den Murten Classics auftrat und eine CD und Hörfunkaufnahmen von Werken Hans Hubers und eine weitere CD mit den Souvenirs von Samuel Barber und Musik für Klavier zu vier Händen des Fin de Siècle einspielte.
1997 gründete Urech den Lehrmittelverlag Acanthus Music. Dort veröffentlichte er zunächst Übungsstücke für Klavierschüler mit Elementen aus Pop, Rock, Jazz und Klassik von Daniel Hellbach. Später kamen Übungswerke für die Blockflöte von Jeannette Hellbach und für Tasteninstrumente von Hans Zellweger sowie Kompositionen von Hans Huber hinzu.